# Accompagnatore turistico
L'accompagnatore turistico è una figura professionale del turismo in Italia. Il suo compito è quello di accompagnare gruppi turistici in tour o itinerari in Italia o all'estero.
La sua attività è quella di gestire l'itinerario stabilito assicurando che vengano fornite tutte le prestazioni previste, di assicurarsi della sicurezza e del comfort dei viaggiatori, di risolvere tutte le situazioni impreviste che si presentano, di aiutare le persone nelle pratiche burocratiche e di fornire loro le informazioni di base relative ai luoghi visitati.
L'accompagnatore turistico si differenzia dalla guida turistica, che opera in ambito nazionale [legge 97/2013], specialista nella illustrazione di opere d'arte, monumenti, musei e siti archeologici, e dall'animatore turistico, specialista nell'organizzare il tempo libero con attività ricreative, sportive o culturali.

## Evoluzione della figura di accompagnatore turistico
La figura dell'accompagnatore turistico, ancorché denominata "corriere", dall'inglese "courier", era prevista fin dagli anni trenta, quando il testo unico delle leggi di pubblica sicurezza n. 773 del 1931, art. 123, disponeva che «le guide, gli interpreti, i corrieri e i portatori alpini devono ottenere la licenza del questore», specificando poi che «la concessione della licenza è subordinata all'accertamento della capacità tecnica del richiedente».
Nel 1937 il regio decreto-legge n. 448 precisava le materie nelle quali doveva essere accertata la preparazione dell'aspirante corriere: geografia turistica, regolamenti per le comunicazioni e i trasporti, organizzazione turistica.
Nel 1955 il decreto del presidente della Repubblica n. 630 aggiungeva alle materie d'esame anche "nozioni generali sull'organizzazione e sulla legislazione italiana", assegnando agli enti provinciali per il turismo il compito di vigilare e controllare l'attività di guide, interpreti e corrieri.
La legge quadro per il turismo n. 217 del 1983 assegna la denominazione di "accompagnatore" alla figura del corriere, trasferendo alle regioni il compito di accertare la preparazione degli aspiranti alle diverse professioni.
| Controllo di autorità | Thesaurus BNCF 1561 |